# Municipio de State Center
El municipio de State Center (en inglés: State Center Township) es un municipio ubicado en el condado de Marshall en el estado estadounidense de Iowa. En el año 2010 tenía una población de 1951 habitantes y una densidad poblacional de 21,87 personas por km².

## Geografía
El municipio de State Center se encuentra ubicado en las coordenadas 41°59′40″N 93°10′33″O / 41.99444, -93.17583. Según la Oficina del Censo de los Estados Unidos, el municipio tiene una superficie total de 89.21 km², de la cual 89,18 km² corresponden a tierra firme y (0,04 %) 0,03 km² es agua.

## Demografía
Según el censo de 2010, había 1951 personas residiendo en el municipio de State Center. La densidad de población era de 21,87 hab./km². De los 1951 habitantes, el municipio de State Center estaba compuesto por el 97,08 % blancos, el 0,36 % eran afroamericanos, el 0,1 % eran amerindios, el 0,31 % eran asiáticos, el 1,23 % eran de otras razas y el 0,92 % eran de una mezcla de razas. Del total de la población el 3,49 % eran hispanos o latinos de cualquier raza.